# سرجوخه گریزپا
سرجوخه گریزپا (فرانسوی: Le Caporal épinglé‎) یک فیلم فرانسوی ۱۹۶۲ است که توسط ژان رنوآر کارگردانی شده‌است. این فیلم به دوازدهمین جشنواره بین‌المللی فیلم برلین راه یافت.